# Ярен, Анне
Анне Ярен (норв. Anne Jahren, род. 20 июня 1963, Берум, Норвегия) — норвежская лыжница, олимпийская чемпионка 1984 года в эстафете 4х5 км, серебряный (1988 — в эстафете) и бронзовый (1984 — в гонке на 20 км) призер Олимпийских игр, чемпионка мира 1987 года в гонке на 10 км.
Окончила норвежскую школу спортивных наук.
Завершила карьеру в 1990 году в возрасте 27 лет.